# Escuelas Públicas de San Luis
Las Escuelas Públicas de San Luis (St. Louis Public Schools) es un distrito escolar de Misuri. Tiene su sede en San Luis. El Special Administrative Board (SAB, "consejo administrativo especial") del distrito gestiona las Escuelas Públicas de San Luis. El SAB tiene un presidente, un vicepresidente, y un "chair." El Gobernador de Misuri elige un miembro del consejo, el Alcalde de San Luis elige un miembro del consejo, y el presidente del consejo de aldermen de San Luis elige un miembro del consejo.